# Hydropsyche batavorum
Hydropsyche batavorum är en nattsländeart som beskrevs av Lazar Botosaneanu 1979. Hydropsyche batavorum ingår i släktet Hydropsyche och familjen ryssjenattsländor. Inga underarter finns listade i Catalogue of Life.